# 上名立村
上名立村（かみなだちむら）は、かつて新潟県西頸城郡にあった村。

## 沿革
- 1889年（明治22年）4月1日 - 町村制施行に伴い西頸城郡平谷村、折戸村、小田島村、東蒲生田村、西蒲生田村、瀬戸村、東飛山村が合併し、上名立村が発足。
- 1901年（明治34年）11月1日 - 西頸城郡下名立村と合併し、名立村となり消滅。